# Joaquim Quaresma Delgado
Joaquim Quaresma Delgado foi um sertanista brasileiro, responsável por mapear regiões dos estados de Minas Gerais e Bahia na década de 1730, entre os anos de 1730 e 1734.
Em 1729, o rei do Brasil determina que o vice-rei, o Conde de Sabugosa Vasco Fernandes César de Meneses nomeasse engenheiros para mapear regiões distantes do litoral do país. Em 12 de janeiro de 1731, Quaresma foi determinado a ir para Minas Novas, de onde iniciou seus trabalhos até 1734, após ter percorrido regiões que abrangem os rios São Francisco e Verde Grande.
Quaresma não era engenheiro e, provavelmente, pela falta de profissionais especializados, Delgado foi escolhido. No entanto, o resultado foi aprovado pelas autoridades.